# Mulciber basimaculatus
Mulciber basimaculatus là một loài bọ cánh cứng trong họ Cerambycidae.